# رئوس مطالب صنعت
طرح زیر به عنوان یک نمای کلی از صنعت و راهنمای موضوعی آن ارائه شده‌است:
صنعت، در اقتصاد و جغرافیای اقتصادی، به تولید کالای یا خدمات اقتصادی در داخل اقتصاد گفته می‌شود.

## ماهیت صنعت
- کسب و کار
- صنایع روستایی
- صنایع سنگین
- صنایع سبک
- تولید

## بخش‌های صنعت
- بخش اصلی اقتصاد (صنعت مواد اولیه)
- بخش دوم اقتصاد (تولید و ساخت و ساز)
- بخش سوم اقتصاد ("صنعت خدمات")
- بخش چهارم اقتصاد (خدمات اطلاعاتات)
- بخش پنجم اقتصاد (خدمات انسانی)

## صنایع عمده

### کشاورزی
- صنعت ماهیگیری
- صنعت باغداری
- صنعت دخانیات
- صنعت چوب

### تولید
صنعت تولید، طیف گسترده‌ای از تولید کالاها را به خطر می‌اندازد، از جمله فناوری پایین و مهارت کار پایین برای این فرایند. حوزه‌های بسیاری وجود دارد که دستیابی به آنها به فناوری‌های جدید و خیره کننده نیاز دارد. به عنوان مثال می‌توان به هوانوردی، الکترونیک، دارویی، و رباتیک اشاره کرد.
- صنعت هوافضا
- صنعت خودروسازی
- صنایع شیمیایی
  - صنعت داروسازی
- صنعت ساخت و ساز
- صنایع دفاعی
  - صنعت اسلحه سازی
- صنعت برق
- صنعت الکترونیک
- صنعت رایانه
- صنعت نیمه هادی
- صنعت انرژی
- صنایع غذایی
- صنعت ربات صنعتی
- صنایع فناوری پایین
- صنعت گوشت
  - صنعت بسته‌بندی گوشت
- معدن‌کاری
- صنعت نفت
  - صنعت شیل نفتی
- صنعت کاغذ و خمیرکاغذ
- صنعت فولاد
- صنعت کشتی سازی
- صنعت مخابرات
- صنعت نساجی
- صنعت آب

### خدمات
- صنایع خلاق
  - تبلیغات
  - صنعت مدلباس
  - صنعت گل
- صنعت فرهنگی
- صنعت فرهنگ
- صنعت آموزش
- صنعت سرگرمی
  - صنعت فیلم
  - صنعت موسیقی
  - صنعت بازی‌های ویدیویی
- صنعت خدمات مالی
  - صنعت بیمه
- صنعت بهداشت و درمان
- صنعت مهمان‌یاری
- صنعت اطلاعات
- صنعت اوقات فراغت
- رسانه‌های جمعی
  - پخش همگانی
  - اینترنت
  - رسانه‌های خبری
  - انتشارات
- خدمات حرفه ای
- صنعت املاک و مستغلات
- صنعت نرم‌افزار
- صنعت ورزش
- صنعت حمل و نقل

## تاریخ صنعت
- تاریخ صنعت
- انقلاب صنعتی
  - انقلاب صنعتی دوم

## مفاهیم عمومی صنعتی
- آلودگی هوا
- کسب و کار بزرگ
- مدل بخش کالین کلارک
- صرفه‌جویی به مقیاس
- دادگاه استخدام
- اثرات جانبی
- استاندارد جهانی طبقه‌بندی صنایع
- اقدام صنعتی
- عصر صنعت
- روانشناسی صنعتی و سازمانی
- مهندسی صنایع و تولید
- کاربرد صنعتی
- باستان‌شناسی صنعتی
- پوشش دهی
- سیستم کنترل صنعتی
- پردازش داده‌های صنعتی
- کاهش غلظت صنعتی
- دموکراسی صنعتی
- طراحی صنعتی
- حق طراحی صنعتی
- بلایای صنعتی
- منطقه صنعتی
- بوم‌شناسی صنعتی
  - همزیستی صنعتی
- مهندسی صنایع
- جاسوسی صنعتی
- گاز صنعتی
- اینترنت صنعتی اشیا
- ماده معدنی صنعتی
- سازمان صنعتی
- شهرک صنعتی
- رایانه شخصی
- سیاست صنعتی
- فرایندهای صنعتی
- شاخص تولید صنعتی
- راه‌آهن صنعتی
- جامعه صنعتی
  - جامعه پس‌صنعتی
  - جامعه پیش صنعتی
- جامعه‌شناسی صنعتی
- اتحادیه صنعتی
- زباله صنعتی
- صنعتگر
- صنعتی سازی
- تحلیلگر صنعت
- مدل ساختار صنعت
- شورش کارگری
- ماشین‌ابزار
- ماشینکاری
- تحقیقات بازار
- تولید انبوه
- علم مواد
- آسیب شغلی
- سر و صدای شغلی
- قیمت گذاری
- ماده خام
- پارک علم
- طبقه‌بندی استاندارد صنایع
- انجمن صنفی

## خروجی صنعتی
- مدل ورودی - خروجی
- لیست کشورها بر اساس ترکیب بخش تولید ناخالص داخلی